# GTR法
GTR法（guided tissue regeneration）は歯周外科手術後、メンブレンを挿入することにより歯根膜組織を歯根面に選択的に誘導し上皮組織と結合組織を排除することで、歯周病の炎症により破壊された骨組織やセメント質などの硬組織を新生させ、喪失した結合組織性付着の回復をはかる歯科の治療法である。1982年にヨーテボリ大学（スウェーデン）のスティーレ・ニーマンらによってGTR法の成功が初めて報告された。歯周組織再生誘導法または組織再生誘導法ともいう。

## 概要
従来型の歯周病治療で行なわれる歯周外科手術後の治癒過程では、歯肉上皮が創面を覆う速度が一番速いため、その治癒形態は、長い上皮性付着と接合上皮性付着の組み合わせからなっていた。GTR法は、歯周外科処置後にこの歯肉上皮と歯肉結合組織が歯根面に到達することを防ぐメンブレン（膜）を使用することにより、歯根膜由来の組織/細胞がセメント質新生を伴う新しい結合組織性付着（新付着）を形成できるようにする方法である。メンブレンには非吸収性のものと吸収性のものがある。

## 術式
フラップ手術と同様の術式後、メンブレンを設置。非吸収性のものはメンブレンを除去するための二次手術が必要になる。

## 適応症
- 2度の根分岐部病変
- 2壁性および3壁性骨欠損

## 吸収性と非吸収性
メンブレンには、乳酸グリコール酸系の高分子性膜やコラーゲン膜などの吸収性膜と、e-PTFE膜などの非吸収性膜がある。
二次手術を必要としない点は吸収性が有利だが、非吸収性の方がスペースメイキングに優れておりまた、吸収されないので必要な期間メンブレンを局所に置いておくことができるという利点があり症例により使い分けが必要。

## GTR法とエムドゲイン
GTR法はスペースメイキングを行い歯根膜由来のセメント質を新生させる方法であり、エムドゲインはエナメルマトリックスタンパクを用いる事によりセメント質を誘導する。エムドゲインの方が付着力は強い。